# Louis Carré (remero)
Louis Carré fue un deportista francés que compitió en remo como timonel. Ganó una medalla de oro en el Campeonato Europeo de Remo de 1898, en la prueba de dos con timonel.

## Palmarés internacional
| Campeonato Europeo | Campeonato Europeo | Campeonato Europeo | Campeonato Europeo |
| Año                | Lugar              | Medalla            | Prueba             |
| ------------------ | ------------------ | ------------------ | ------------------ |
| 1898               | Turín (Italia)     | Medalla de oro     | Dos con timonel    |